# Euskal Bizikleta 1997
La Euskal Bizikleta 1997, ventottesima edizione della corsa, si svolse in cinque tappe dal 21 maggio al 25 maggio 1997, per un percorso totale di 748,5 km. Fu vinta dallo spagnolo Abraham Olano che terminò in 18h40'48".

## Tappe
| Tappa  | Data      | Percorso                              | km    | Vincitore di tappa | Leader cl. generale |
| ------ | --------- | ------------------------------------- | ----- | ------------------ | ------------------- |
| 1ª     | 21 maggio | Eibar > Anoeta                        | 160   | Giovanni Lombardi  | Giovanni Lombardi   |
| 2ª     | 22 maggio | Anoeta > Santuario de Oro             | 172,9 | Santiago Blanco    | Santiago Blanco     |
| 3ª     | 23 maggio | Murguia > Alto de Mendexa             | 180,1 | Santiago Blanco    | Santiago Blanco     |
| 4ª-1ª  | 24 maggio | Lekeitio > Abadiño                    | 101   | Fabrizio Guidi     | Santiago Blanco     |
| 4ª-2ª  | 24 maggio | Elorrio > Abadiño (cron. individuale) | 14,9  | Abraham Olano      | Abraham Olano       |
| 5ª     | 25 maggio | Durango > Alto de Arrate (Eibar)      | 106,7 | Udo Bölts          | Abraham Olano       |
| Totale | Totale    | Totale                                | 687,7 |                    |                     |

## Squadre e corridori partecipanti
Le 18 squadre partecipanti alla gara furono:
| N. | Cod. | Squadra                          |
| -- | ---- | -------------------------------- |
|    | ONC  | ONCE                             |
|    | TEL  | Team Deutsche Telekom            |
|    | BAN  | Banesto                          |
|    | MER  | Mercatone Uno                    |
|    | KEL  | Kelme-Costa Blanca               |
|    | LOT  | Lotto-Mobistar-Isoglass          |
|    | COF  | Cofidis, le Crédit par Téléphone |
|    | EUS  | Euskadi                          |
|    | BAT  | Batik-Del Monte                  |

| N. | Cod. | Squadra                     |
| -- | ---- | --------------------------- |
|    | AIS  | Asics-CGA                   |
|    | GAN  | Gan                         |
|    | AVI  | Avianca-Telecom-Kelme       |
|    | BRE  | Brescialat-Oyster           |
|    | PLT  | Team Polti                  |
|    | ROS  | Roslotto-ZG Mobili          |
|    | SAE  | Saeco-AS Juvenes San Marino |
|    | SCR  | Scrigno-Gaerne              |
|    | ECT  | Toscaf                      |

## Dettagli delle tappe

### 1ª tappa
- 21 maggio: Eibar > Anoeta – 160 km

Risultati
| Pos. | Corridore          | Squadra       | Tempo    |
| ---- | ------------------ | ------------- | -------- |
| 1    | Giovanni Lombardi  | Deutsche Tel. | 4h08'15" |
| 2    | Christophe Capelle | Cofidis       | s.t.     |
| 3    | Federico Colonna   | Asics         | s.t.     |

| Pos. | Corridore          | Squadra       | Tempo    |
| ---- | ------------------ | ------------- | -------- |
| 1    | Giovanni Lombardi  | Deutsche Tel. | 4h08'15" |
| 2    | Christophe Capelle | Cofidis       | s.t.     |
| 3    | Federico Colonna   | Asics         | s.t.     |

### 2ª tappa
- 22 maggio: Anoeta > Santuario de Oro – 172,9 km

Risultati
| Pos. | Corridore       | Squadra | Tempo    |
| ---- | --------------- | ------- | -------- |
| 1    | Santiago Blanco | Banesto | 4h28'31" |
| 2    | Tony Rominger   | Cofidis | a 11"    |
| 3    | Abraham Olano   | Banesto | s.t.     |

| Pos. | Corridore       | Squadra | Tempo    |
| ---- | --------------- | ------- | -------- |
| 1    | Santiago Blanco | Banesto | 8h36'46" |
| 2    | Abraham Olano   | Banesto | a 11"    |
| 3    | Daniel Clavero  | Toscaf  | s.t.     |

### 3ª tappa
- 23 maggio: Murguia > Alto de Mendexa – 180,1 km

Risultati
| Pos. | Corridore               | Squadra | Tempo    |
| ---- | ----------------------- | ------- | -------- |
| 1    | Santiago Blanco         | Banesto | 4h32'04" |
| 2    | Abraham Olano           | Banesto | a 5"     |
| 3    | Alberto López de Munain | Euskadi | s.t.     |

| Pos. | Corridore       | Squadra       | Tempo     |
| ---- | --------------- | ------------- | --------- |
| 1    | Santiago Blanco | Banesto       | 13h08'50" |
| 2    | Abraham Olano   | Banesto       | a 16"     |
| 3    | Bjarne Riis     | Deutsche Tel. | s.t.      |

### 4ª tappa-1ª semitappa
- 24 maggio: Lekeitio > Abadiño – 101 km

Risultati
| Pos. | Corridore          | Squadra        | Tempo    |
| ---- | ------------------ | -------------- | -------- |
| 1    | Fabrizio Guidi     | Scrigno-Gaerne | 2h34'21" |
| 2    | Christophe Capelle | Cofidis        | s.t.     |
| 3    | Henk Vogels        | Gan            | s.t.     |

| Pos. | Corridore       | Squadra       | Tempo     |
| ---- | --------------- | ------------- | --------- |
| 1    | Santiago Blanco | Banesto       | 15h42'36" |
| 2    | Abraham Olano   | Banesto       | a 16"     |
| 3    | Bjarne Riis     | Deutsche Tel. | s.t.      |

### 4ª tappa-2ª semitappa
- 24 maggio: Elorrio > Abadiño – Cronometro individuale – 14,9 km

Risultati
| Pos. | Corridore         | Squadra | Tempo  |
| ---- | ----------------- | ------- | ------ |
| 1    | Abraham Olano     | Banesto | 16'34" |
| 2    | Santiago Blanco   | Banesto | a 30"  |
| 3    | Fernando Escartín | Kelme   | a 38"  |

| Pos. | Corridore         | Squadra | Tempo     |
| ---- | ----------------- | ------- | --------- |
| 1    | Abraham Olano     | Banesto | 15h59'26" |
| 2    | Santiago Blanco   | Banesto | a 30"     |
| 3    | Fernando Escartín | Kelme   | a 38"     |

### 5ª tappa
- 25 maggio: Durango > Alto de Arrate (Eibar) – 106,7 km

Risultati
| Pos. | Corridore         | Squadra       | Tempo    |
| ---- | ----------------- | ------------- | -------- |
| 1    | Udo Bölts         | Deutsche Tel. | 2h40'47" |
| 2    | Abraham Olano     | Banesto       | a 35"    |
| 3    | Fernando Escartín | Kelme         | s.t.     |

## Classifiche finali

### Classifica generale
| Pos. | Corridore               | Squadra       | Tempo     |
| ---- | ----------------------- | ------------- | --------- |
| 1    | Abraham Olano           | Banesto       | 18h40'48" |
| 2    | Fernando Escartín       | Kelme         | a 39"     |
| 3    | Daniel Clavero          | Toscaf        | a 49"     |
| 4    | Luis Pérez Rodríguez    | ONCE          | a 1'10"   |
| 5    | Bjarne Riis             | Deutsche Tel. | a 1'11"   |
| 6    | Santiago Blanco         | Banesto       | a 1'38"   |
| 7    | Rafael Díaz Justo       | ONCE          | a 1'48"   |
| 8    | Alberto López de Munain | Euskadi       | a 1'50"   |
| 9    | Rik Verbrugghe          | Lotto         | a 2'03"   |
| 10   | Stefano Della Santa     | Mercatone Uno | a 2'08"   |